# Houkiboshi
Houkiboshi (箒星?) è un brano musicale del gruppo musicale giapponese Mr. Children, pubblicato come loro ventottesimo singolo il 5 luglio 2006, ed incluso nell'album Home. Il singolo ha raggiunto la prima posizione della classifica Oricon dei singoli più venduti in Giappone, vendendo 254 024 copie. Il brano è stato utilizzato per una pubblicità della Toyota.

## Tracce
CD Singolo TFCC-89178
1. Houkiboshi (箒星)
2. Hokorobi (ほころび)
3. my sweet heart

## Classifiche
| Classifica (2008) | Posizione più alta |
| ----------------- | ------------------ |
| Giappone (Oricon) | 1                  |